# Traslación transversal de pesos

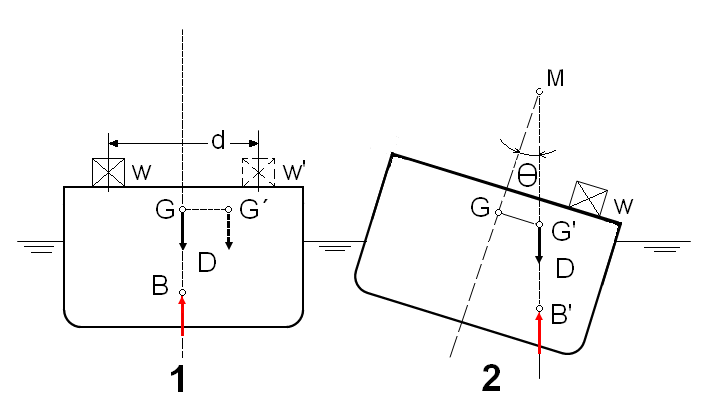
Traslación transversal.

La translación de un peso ya existente a bordo siempre puede descomponerse en tres ejes principales: transversal, longitudinal y vertical. Analicemos en esta oportunidad la translación transversal. Las translaciones de pesos en un buque pueden tener efecto sobre
uno o más de los parámetros detallados. 
- La altura metacéntrica
- La escora
- El asiento

Translación transversal: Supongamos un buque con desplazamiento (D) en equilibrio y adrizado, en el que se traslada un peso (W) ya incluido en (D) en el sentido de babor a estribor o viceversa una distancia (d) a la posición (w')(fig 1). El centro de gravedad (G) del conjunto sufrirá también un desplazamiento (GG').

Teorema de la translación: Si en un conjunto de pesos se mueve uno de ellos (W), el centro de gravedad del conjunto (G) se moverá paralelamente y en el mismo sentido una distancia (GG') igual a la del peso parcial multiplicada por la relación entre dicho peso parcial y el peso total del conjunto.
{\displaystyle {\overline {GG'}}={\overline {d}}*{\frac {W}{D}}}
A consecuencia de esta translación el buque experimentará una escora a la banda en que fue movido el peso, de manera tal que la vertical del centro de gravedad desplazado (G') y en centro de empuje (B') vuelvan a alinearse (fig 2) recuperándose una nueva condición de equilibrio.
Para pequeños ángulos de escora podrá decirse entonces que:
{\displaystyle \tan(\Theta )={\frac {\overline {GG'}}{\overline {GM}}}}
por tanto:
{\displaystyle \tan(\Theta )={\frac {d*W}{D*{\overline {GM}}}}}
Donde :{\displaystyle {\overline {GM}}} es la altura metacéntrica inicial.

Esta fórmula permite obtener la escora producida por el desplazamiento transversal de pesos.